# Grzegorzewo
Grzegorzewo (lit. Grigiškės wymowaⓘ) – miasto na Litwie w rejonie miejskim Wilno w okręgu wileńskim, położone około 17 km od centrum Wilna. 
W mieście znajduje się największa litewska fabryka papieru i produktów z drewna, Grigeo.

## Historia
Nazwa miejscowości pochodzi od Grzegorza Kureca, a nadana została w 1923 roku, gdy ów architekt wybudował tam fabrykę papieru. W 1930 przy fabryce została wybudowana elektrownia. W 1948 zaczęło budowę osiedla robotniczego w pobliży fabryki, a w 1958 Grzegorzewo uzyskało prawa miejskie. W 2000 Grzegorzewo zostało wcielone do rejonu miejskiego Wilna.